# Frieda Hunziker
Frieda Hunziker (1908-1966) foi uma pintora holandesa.

## Biografia
Hunziker nasceu no dia 17 de outubro de 1908 em Amsterdão. Ela estudou na Rijksnormaalschool voor Teekenonderwijzers (Escola Normal Nacional de Professores de Desenho).
O trabalho de Hunziker foi incluído na exposição e venda de 1939 Onze Kunst van Heden (A Nossa Arte de Hoje) no Rijksmuseum em Amsterdão. Ela também expôs na exposição de 1945 Kunst in Vrijheid (Arte da Liberdade) no Rijksmuseum e expôs regularmente no Stedelijk Museum Amsterdam. Hunziker foi um dos membros originais do grupo Vrije Beelden (Imagens Livres). Ela era um membro da De Onafhankelijken.
Hunziker faleceu no dia 9 de setembro de 1966, em Amsterdão.